# La testimonianza
La testimonianza (Hā ʿēḏūṯ') è un film del 2017 diretto da Amichai Greenberg.
La pellicola è ispirata al cosiddetto Massacro di Rechnitz in cui, pochi giorni prima dalla fine della seconda guerra mondiale, 200 ebrei di un campo di lavoro forzato di una cittadina austriaca, vennero uccisi in circostanze poco chiare. 
Il film è stato presentato nella sezione Orizzonti della 74ª Mostra internazionale d'arte cinematografica di Venezia.

## Trama
Yoel Halberstam è un ebreo ortodosso austriaco che, in qualità di storico, offre supporto alle istituzioni che operano per la ricerca della verità e per la memoria della Shoah.
Di fronte all'iniziativa del comune di Lendsdorf di realizzare un'espansione edilizia, le istituzioni ebraiche fanno ricorso temendo che i nuovi edifici vadano a insistere proprio sul sito di una fossa comune che raccoglie i resti dei 200 ebrei uccisi nel famoso "Massacro di Lendsdorf". Quest'episodio, avvenuto in prossimità della fine della seconda guerra mondiale, è ancora controverso. Le autorità austriache non ne hanno mai negato la veridicità, ma gli unici resti umani ritrovati al tempo dell'arrivo dell'Armata Rossa parlano di 8 vittime, dunque le proporzioni sarebbero molto diverse da quelle indicate da testimonianze che però non hanno trovato mai riscontri.
Halberstam si rimette all'opera per fare luce sulla vicenda, ma ha pochi giorni per trovare il sito di questa fossa comune che per decenni è stata cercata senza esito. Nell'ambito di queste ricerche, però, fa una scoperta personale scioccante. Tra le testimonianze secretate, cui a lui viene dato momentaneamente il permesso di accedere, scopre infatti quella di sua madre. Viene così a conoscenza del fatto che sua madre non è ebrea. A servizio di una famiglia ebrea, venne imprigionata con la stessa e deportata in un campo di concentramento. Sul punto di essere uccisa, espresse il desiderio di sposare un ebreo. Un tale, anche lui destinato a morire il giorno successivo, si fece avanti. Era Halbertam sr., già vedovo in quanto appena sposato aveva perso la moglie nel ghetto di Cracovia. I due sopravvissero poi miracolosamente in quanto i tedeschi non riuscirono a portare a termine il programma di sterminio, per l'arrivo dei liberatori. Quel segno del destino convinse Halberstam a riconoscere come moglie questa donna, seppur non ebrea, che poi utilizzò l'identità della prima moglie Fania, vivendo di fatto da ebrea.
Yoel Halberstam è profondamente scosso in quanto, per la natura matrilineare della sua religione, stando a quanto scoperto, lui non sarebbe ebreo. E non lo sarebbero neanche suo figlio e sua sorella. Questa, cui rivela la sua scoperta, si rifiuta di credere al fratello al quale, in pratica, dice di far finta di essersi sbagliato. Il confronto con la madre mette solo in grande imbarazzo la stessa che, già molto malata, pochi giorni dopo muore, ricevendo poi le esequie che spettano a un ebreo.
La profonda crisi di coscienza di Yoel non gli impedisce di andare avanti nelle ricerche sulla verità del massacro dimenticato e, quando tutto sembra perduto, dal passato spunta una lista dei trucidati, e un'indicazione precisa del sito in cui vennero seppelliti.  
La verità storica è emersa, con tutti i suoi risvolti, anche disturbanti.

## Produzione
Il film, diretto dal debuttante Amichai Greenberg, ha avuto il sostegno dell'Österreichischen Filminstitut, dello Jerusalem Film & Television Fund e dell'Israel Film Fund.
Il regista, nipote di scampati all'olocausto, utilizza il nome di Franz Podezin, che la storiografia indica tra i responsabili del massacro di Rechnitz, ma poi traspone la vicenda nell'immaginaria località di Lendsdorf e ne modifica i contorni evitando di realizzare una ricostruzione storica. Una scelta che gli ha dato più libertà ma che, secondo alcuni, ha indebolito l'impianto drammaturgico.